# Ralf Åkesson

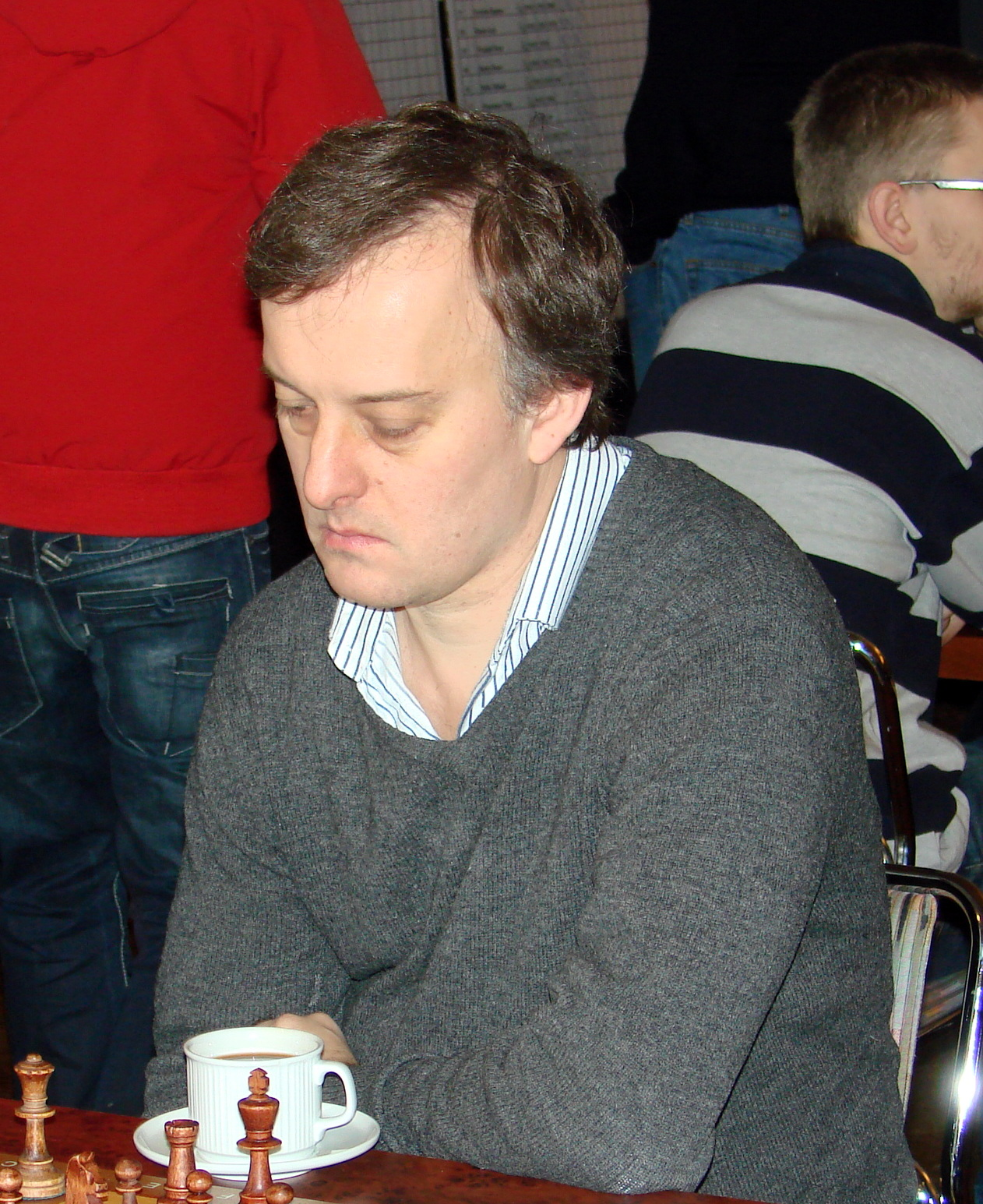
Ralf Åkesson (2009)

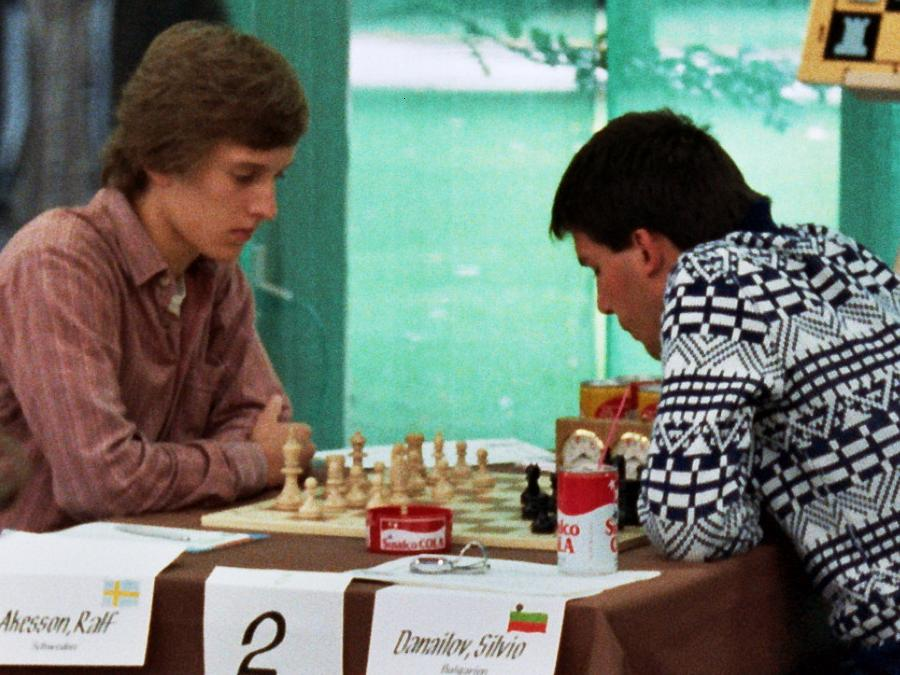
Ralf Åkesson – Silvio Danailov,
WK schaken voor junioren 1980

Ralf Åkesson (Oxelösund, 8 februari 1961) is een Zweeds schaker. Hij is sinds 1995 een grootmeester (GM). In correspondentieschaak is hij sinds 2004 een Internationaal Meester. 
In 1980 ontving hij de Schackgideon, een jaarlijks door de Zweedse schaakbond uitgereikte prijs, die genoemd is naar Gideon Ståhlberg. 
- In 1981 won hij in Groningen het Europees schaakkampioenschap voor junioren[2] en werd hij Internationaal Meester (IM).
- Rond de jaarwisseling 1982/1983 won hij de Rilton Cup, in Stockholm.
- In 1983 werd hij op het toernooi Berliner Sommer gedeeld 2e-4e, achter Vlastimil Hort.
- In 1985 in Uppsala en in 1999 in Lidköping won hij het kampioenschap van Zweden.
- In 1994 won hij de eerste editie van Stukkenjagers Weekendtoernooi.
- In 1997 won hij de Ostsee Grand Prix.
- In januari 1997 was hij nummer 2 op de Zweedse Elo-ranglijst, achter Ulf Andersson.
- In april 2001 won hij in Gausdal de GM-groep van de Gausdal Classics.
- Rond de jaarwisseling 2003/2004 won hij in Stockholm na 21 jaar opnieuw de Rilton Cup.
- Van 21 april t/m 4 mei 2005 werd in Poznań het Poolse kampioenschap gespeeld dat door Wojtaszek met 9½ uit 13 gewonnen werd. Op de tweede plaats eindigde Ralf Åkesson met negen punten en Kempiński werd met 8½ punt derde.
- In april 2005 won hij, met 6.5 pt. uit 9, de B-groep van het Gausdal Classics-toernooi,[3] in juni 2005 won hij ongedeeld met 7.5 pt. uit 9 het Marx György Memorial, ter nagedachtenis aan de natuurkundige Marx György (1927 - 2002), open toernooi in Paks.[4]
- In juni 2013 eindigde hij als tweede in het HSC/De Legibus Open in Helmond.
- In 2013 werd hij gedeeld eerste met Stanislav Novikov, Batuhan Dastan, Hagen Poetsch, Alexey Kim, Jonathan Hawkins en Kacper Drozdowski op het 18e Wenen Open.[5]
- In 2015 won Åkesson het Malmö Open, dat bestaat uit vier rondes rapidschaak en drie rondes regulier schaken, met de score 6.5 pt. uit 7.[6]
- In 2015 werd hij gedeeld 2e-5e met Drazen Dragicevic, Yuri Solodovnitsjenko en Erik Blomqvist in het Elite Hotels Open.[7]

## Nationale teams
Met het Zweedse nationale team nam hij deel aan drie Schaakolympiades: 1996, 1998 en 2000, waarbij hij individueel 15 punten uit 28 partijen behaalde (+9 =12 −7). 

Hij nam twee keer met Zweden deel aan het Europees schaakkampioenschap voor landenteams: 1997 en 1999, met een individueel resultaat van in totaal 9 punten uit 16 partijen (+5 =8 −3).

## Schaakverenigingen
In Zweden speelde hij jarenlang in schaakverenigingen. Tot seizoen 2005/06 speelde hij voor SK SASS, later Södra SASS genaamd. Na een jaar pauze speelde hij sinds seizoen 2007/08 voor Västerås SK.

In de Belgische competitie speelt hij voor LV Löwen.